# Чичери, Карло Стефано Анастасио
Карло Стефано Анастасио Чичери (итал. Carlo Stefano Anastasio Ciceri; 26 декабря 1618, Комо, Миланское герцогство — 24 июня 1694, там же) — итальянский кардинал и доктор обоих прав. Епископ Алессандрии с 22 сентября 1659 по 13 мая 1680. Епископ Комо с 13 мая 1680 по 24 июня 1694. Кардинал-священник со 2 сентября 1686, с титулом церкви Сант-Агостино с 7 июля 1687 по 24 июня 1694.